# Gogle

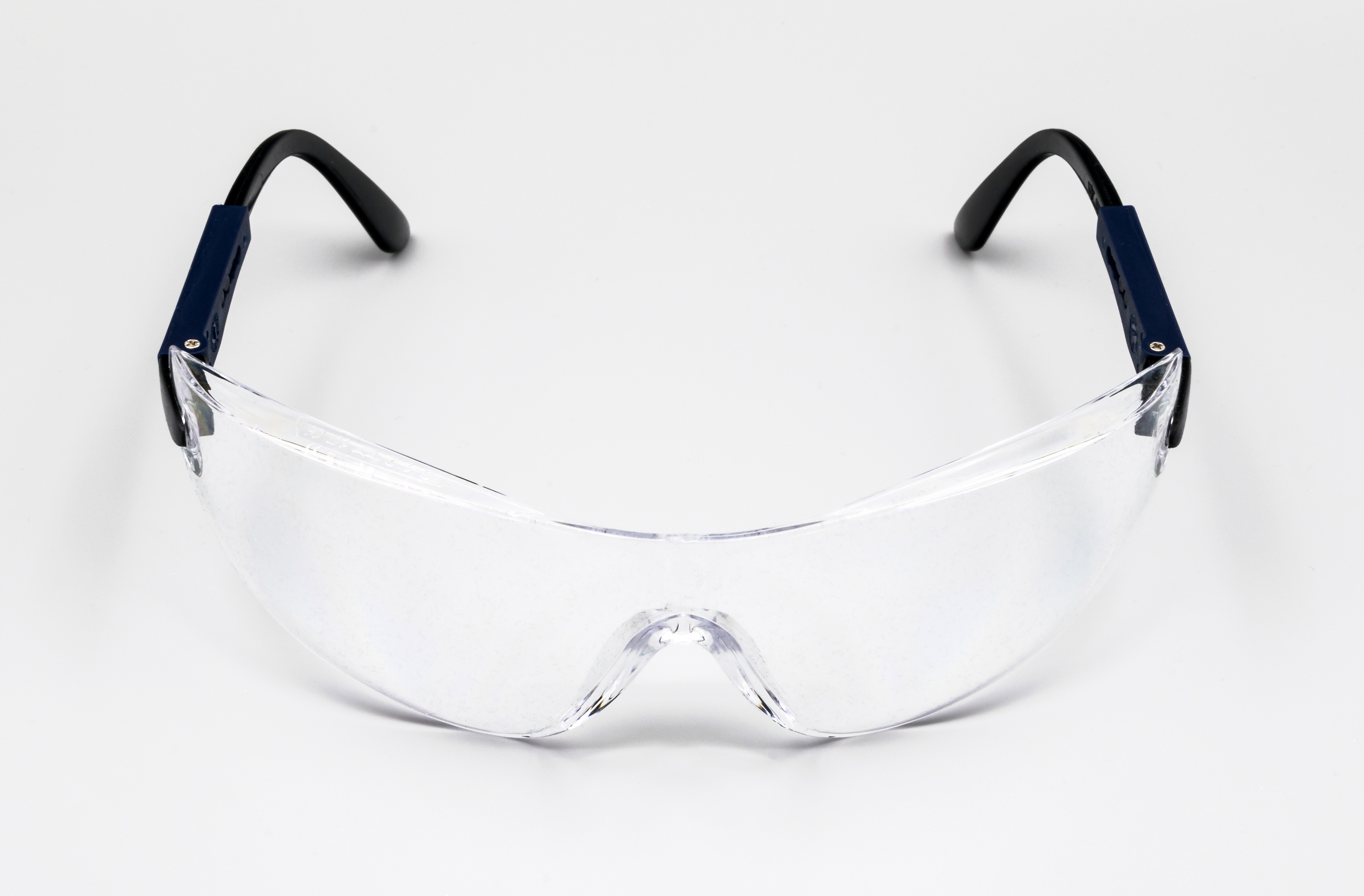
Gogle z poliwęglanu używane w strzelectwie

Gogle – specjalistyczne okulary, pełniące różnorakie role np. ochronną, estetyczną, rozrywkową, militarną bądź technologiczną. posiadające ukształtowanie, które pozwala przylegać osłonie do twarzy wokół oczu, nie dopuszczając do wewnątrz elementów środowiska, osłaniając nosicieli przed uderzaniem podmuchów powietrza, rozbryzgów wody czy podróżujących w powietrzu pyłu i ciał stałych, groźnych dla zdrowia czy komfortu całego aparatu wzrokowego,
Gogle ochronne służą uczestnikom m.in. sportów z gatunku ekstremalnych, w tym także zimowych takich jak np. narciarskie skoki czy wyścigi w postaci biegów. bobslejów czy łyżwiarstwa szybkiego) czy innych miejscach polegających na poruszaniu się osób w niestandardowych warunkach środowiskowych
Podobną rolę pełnią specjalne okulary dla kolarzy i biegaczy narciarskich – zazwyczaj są jednak nieco mniejsze i delikatniejsze od gogli używanych w innych sportach.
Wcześniej gogle były także stosowane przez motocyklistów (przed upowszechnieniem się kasków ochronnych zintegrowanych z okularami) lub osoby prowadzące pojazdy z odkrytymi – narażonymi na wiatr – kokpitami (starszego typu samoloty, samochody wyścigowe lub łodzie motorowe).
Często, oprócz ochrony przed wiatrem lub deszczem, chronią przed jaskrawym światłem i odblaskiem od śniegu lub wody, pełniąc rolę okularów przeciwsłonecznych. Niektóre modele gogli mają w tym celu wymienne barwne „szkła” z przezroczystego tworzywa.
Używane także w przemyśle jako okulary ochronne (dla pilarzy, szlifierzy, spawaczy itp.) – chroniące przed drzazgami, wiórami, iskrami i odpryskami obrabianego materiału lub przed jaskrawym światłem podczas spawania.

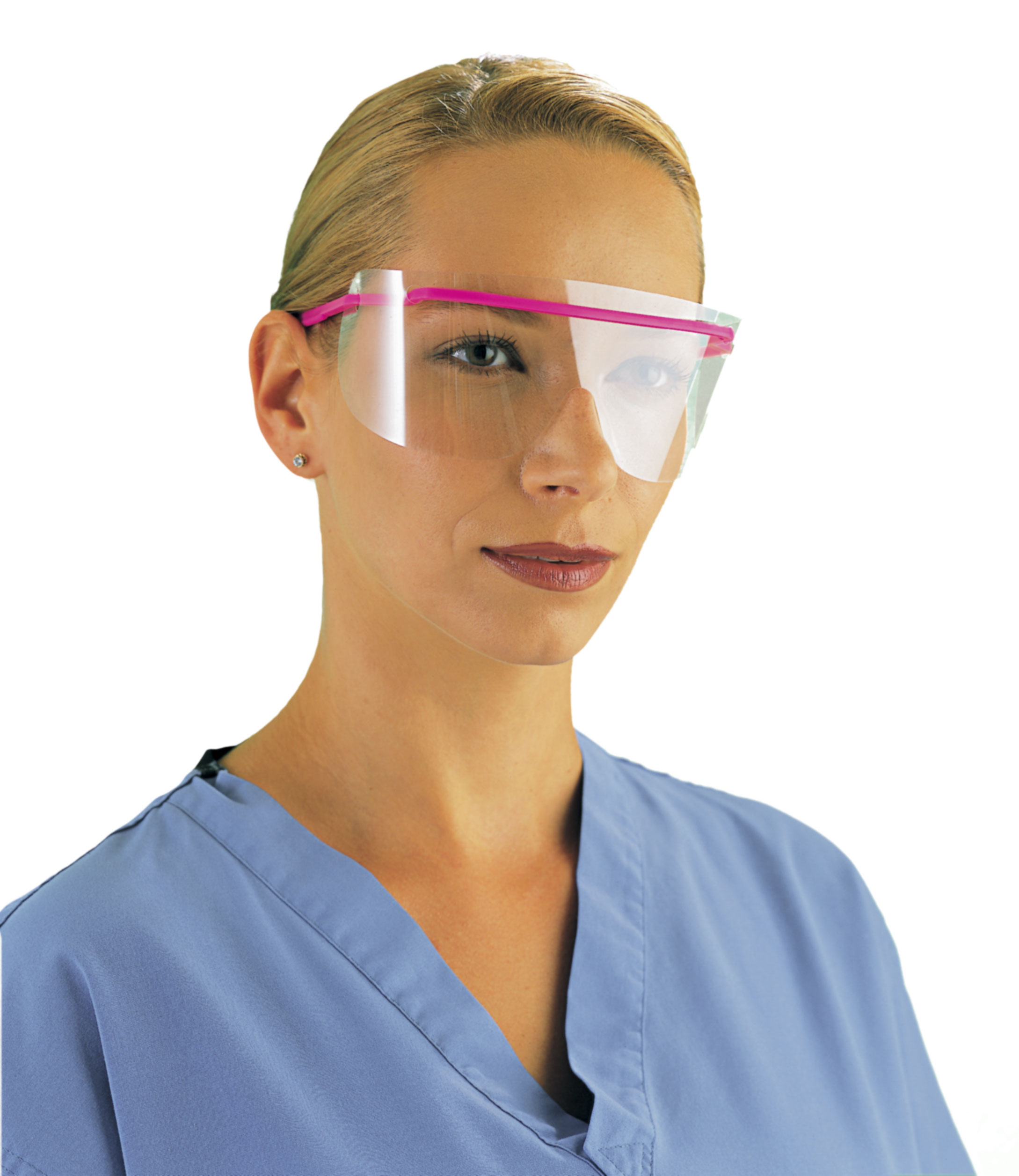
Gogle medyczne
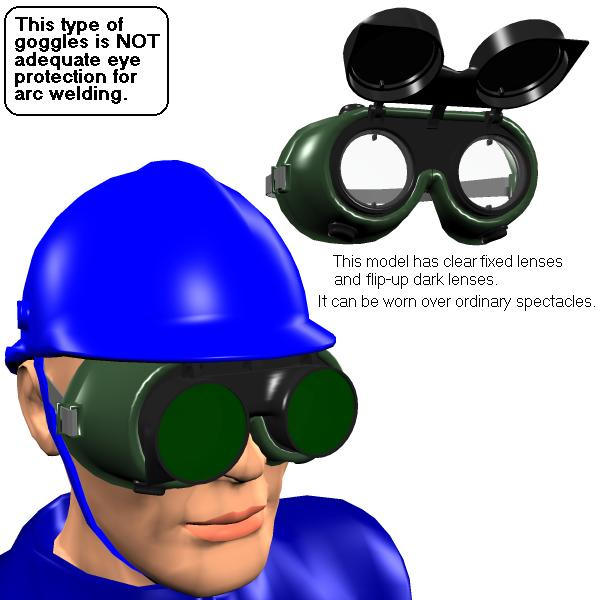
Gogle spawalnicze
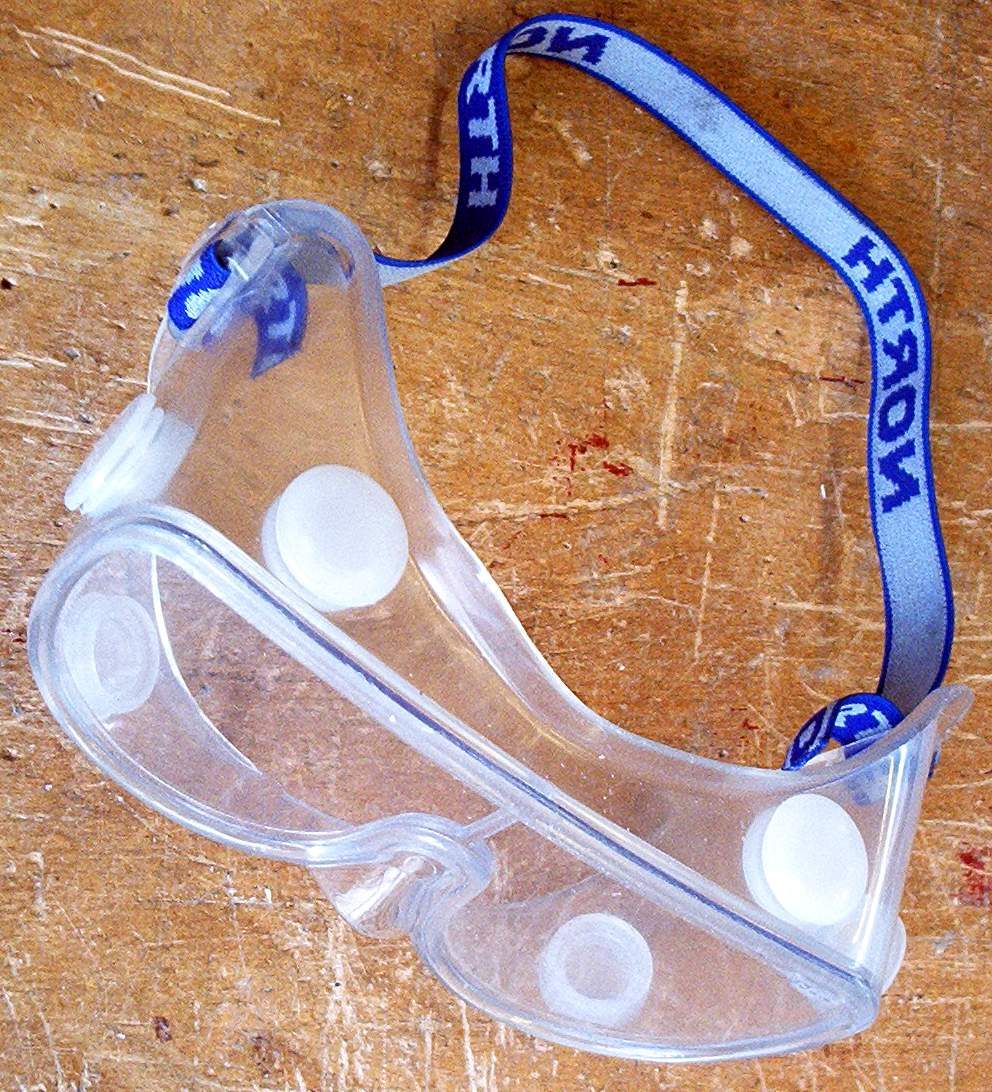
Gogle przeciwodpryskowe
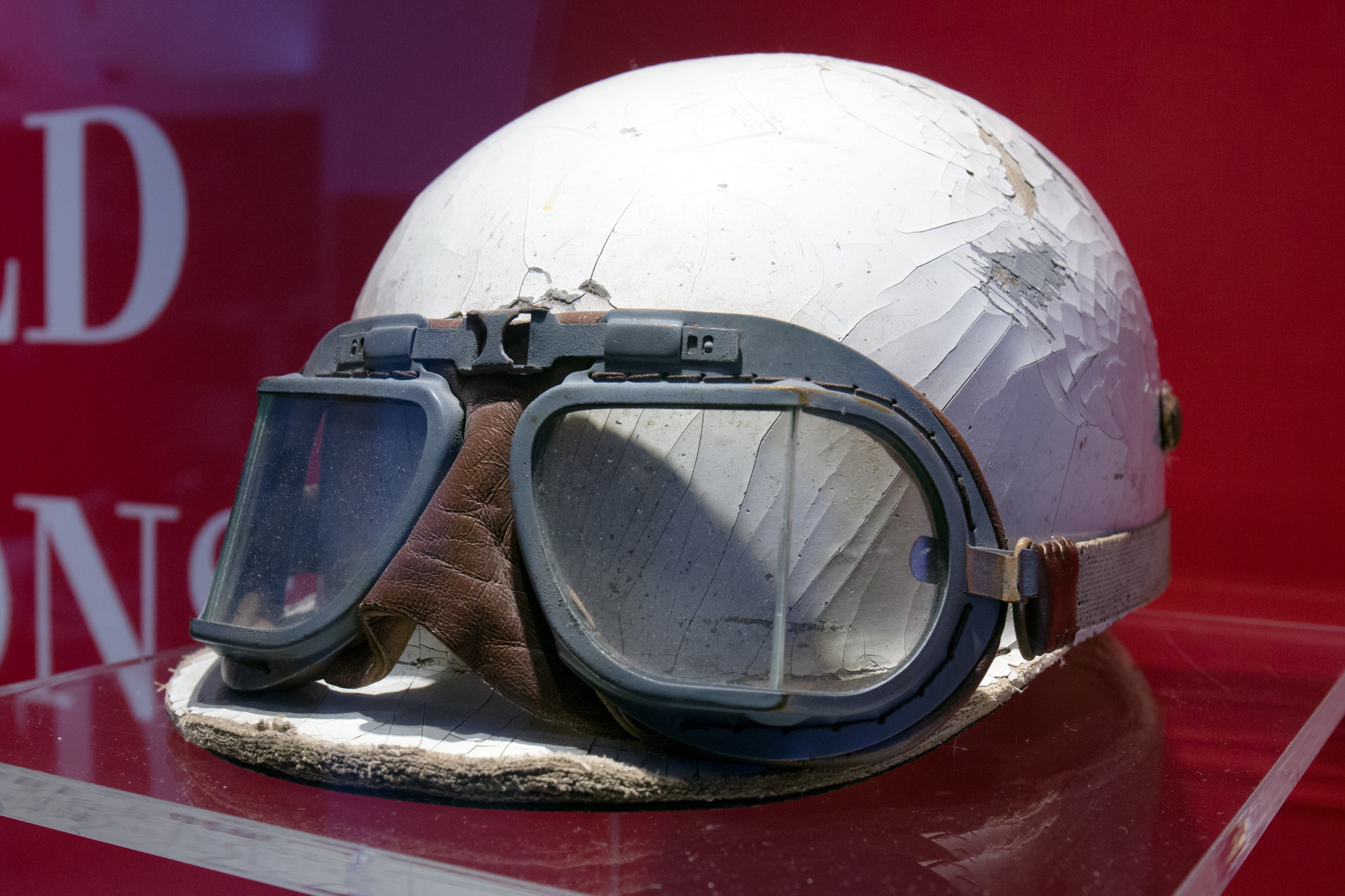
Historyczne gogle kierowcy wyścigowego